# Così ridevano
Così ridevano è un film del 1998 diretto da Gianni Amelio.
La pellicola, di produzione italiana, vinse il Leone d'oro alla 55ª Mostra internazionale d'arte cinematografica di Venezia.

## Trama
Le vicende si svolgono nell'arco di tempo che va dal 1958 al 1964 in una Torino caratterizzata dal boom migratorio interno, anni durante i quali Giovanni (Enrico Lo Verso), operaio analfabeta nonché emigrato siciliano, dopo aver raggiunto il fratello minore Pietro (Francesco Giuffrida) sotto la Mole, cerca in tutti i modi di avviare quest'ultimo allo studio, affinché possa ottenere il diploma di maestro. L'amore ossessivo nei confronti del fratello più piccolo verrà successivamente ricambiato, tanto da spingere Pietro a prendersi la colpa di un omicidio in realtà commesso da Giovanni.

## Colonna sonora
Oltre al commento sonoro opera di Franco Piersanti, e ad Era di Maggio cantata dal jazzista Marco Testa (che appare in una scena mentre esegue proprio tale canzone), nel film compaiono anche i seguenti brani d'epoca:
- Cucara cha cha cha di Pérez Prado
- La mer di Charles Trenet
- Breaking Up Is Hard to Do di Neil Sedaka
- Blame It on the Bossa Nova di Eydie Gormé
- Un buco nella sabbia di Mina
- She Is a Lady di Paul Anka
- One Way Ticket di Neil Sedaka

## Riconoscimenti
- 1998 - Mostra internazionale d'arte cinematografica di Venezia
  - Leone d'oro a Gianni Amelio
  - Premio Osella a Luca Bigazzi
- 1999 - David di Donatello
  - Candidatura Miglior fotografia a Luca Bigazzi
  - Candidatura Miglior scenografia a Giancarlo Basili
  - Candidatura Migliori costumi a Gianna Gissi
- 2000 - Nastro d'argento
  - Candidatura Regista del miglior film a Gianni Amelio
  - Candidatura Miglior produttore a Vittorio Cecchi Gori
  - Candidatura Miglior sceneggiatura a Gianni Amelio
  - Candidatura Migliore fotografia a Luca Bigazzi
  - Candidatura Migliore colonna sonora a Franco Piersanti
  - Candidatura Migliori costumi a Gianna Gissi
- 1998 - Grolla d'oro
  - Miglior attore a Enrico Lo Verso
  - Miglior produttore a Vittorio Cecchi Gori e Rita Rusić
  - Migliore musica a Franco Piersanti
- 1999 - Ciak d'oro
  - Migliore fotografia a Luca Bigazzi[5]